# José Mariano de Albuquerque Cavalcanti
José Mariano de Albuquerque Cavalcanti (Santana do Acaraú, 20 de maio de 1772 — Magé, 20 de agosto de 1844) foi um militar e político brasileiro.
Foi presidente da Província do Ceará, de 8 de outubro de 1831 a 23 de novembro de 1833, e da Província de Santa Catarina, de 4 de novembro de 1835 a 28 de maio de 1836, quando passou o cargo ao vice-presidente Francisco Luís do Livramento, que governou a província interinamente até 24 de janeiro de 1837.
Nasceu na Fazenda Pau Caído, município de Santana do Acaraú. Filho de Antônio Coelho Albuquerque, pernambucano, e Maria da Conceição do Bonfim, de Sobral. Mudando-se para Recife, ingressou na carreira das armas, tendo participado da Revolução de 1817, o que lhe valeu a prisão "de corrente no pescoço" e sofrimentos na Bahia e em Lisboa. Anistiado e restituído à sua patente militar, nela foi reformado. Acusado do assassinato do brigadeiro Manuel Joaquim Barbosa de Castro, foi condenado a degredo perpétuo numa das prisões da Ásia, pena que não foi cumprida. Perdoado, voltou ao Recife, onde concorreu para a deposição da junta organizada com a expulsão de Luís Rego.
Com a proclamação da independência e convocada a constituinte, foi um dos deputados que representaram o Ceará. Foi nomeado presidente da província do Ceará, cargo em que se empossou no dia 8 de Dezembro de 1831, recebendo-o das mãos de Rocha Lima. A sua gestão enfrentou sérias dificuldades de ordem política, motivadas pela ação de Joaquim Pinto Madeira e do padre Antônio Manuel de Sousa, tendo ido pessoalmente combatê-los no sul da província.
Aplicou no Ceará o Código de Processo Criminal do Império e instalou em 8 de julho de 1833 a Tesouraria da Fazenda. Rebentou a sedição militar de 10 de novembro, chefiada pelo major Francisco Xavier Torres, os tenentes João da Silva Pedreira, João Antônio de Noronha e José Joaquim Soares Carneviva, os alferes Filipe da Silva Santiago Boi e João Batista de Melo e o cadete Marcos de Castro e Silva. Deixou o cargo em 29 de novembro de 1833 sendo substituído por Inácio Correia de Vasconcelos.
Em maio de 1834, tomou assento na Câmara Temporária e, encerrada ela, presidiu as províncias de Santa Catarina (1835 - 1836) e Sergipe (1837), retirando-se desta última por motivo de renúncia do Regente Feijó. Faleceu em 20 de agosto de 1844 no seu sítio Guapemirim, em Majé, estado do Rio de Janeiro. Casara-se duas vezes, sendo a primeira em 11 de fevereiro de 1789, com Ana América Uchoa. O casamento realizou-se no sítio Freicheiras na Serra da Meruoca, tendo como celebrante o vigário da freguesia, padre Basílio Francisco dos Santos. Casou-se em segundas núpcias com Cândida Rosa de Albuquerque Cavalcanti, filha de José de Barros Lima, o "Leão Coroado". Deste casamento, foram gerados sete filhos, dentre os quais, Maria da Conceição, esposa de Antônio Manuel de Campos Melo, e Dulce, esposa de Joaquim Augusto do Livramento.